# Yusei Fudo
Yusei Fudo (不動 遊星?, Fudō Yūsei) è il protagonista della serie anime e manga Yu-Gi-Oh! 5D's.

## Il personaggio
Yusei, eccellente duellante, è un ragazzo sicuro, taciturno, onesto, eroico, che identifica gli amici nella cosa più importante al mondo. Vive nel Satellite, il quartiere povero sfruttato da Nuova Città di Domino, dove, sconfiggendo pubblicamente il Re dei Duelli Jack Atlas, ex amico che lo tradì per inseguire il successo, il protagonista riesce a riscattarsi. Nel corso della serie, Yusei scopre di essere nato alle Vette, la zona residenziale più esclusiva di Nuova Domino, ma dopo la morte del padre, grande scienziato rimasto coinvolto nell'incidente che separò il misero quartiere dalla lussuosa città, venne abbondanato, ancora in fasce, nel Satellite.

Yusei è uno dei cinque Predestinati, abili duellanti contrassegnati da un simbolo sul braccio destro: esso rappresenta una parte del Drago Rosso Cremisi, che può essere risvegliato soltanto dai prescelti, i quali hanno il compito di salvare il mondo. Gli altri eletti sono Jack, Akiza Izinski, che, del giovane Fudo innamorata, viene ricambiata con il proseguire degli eventi, Crow Hogan, amico d'infanzia del protagonista, e Luna e Leo (in seguito), gemellini affezionati a Yusei. Quest'ultimo ha l'emblema della coda del potente mostro, della testa dalla fine della prima stagione. Il suo drago è Drago Polvere di Stelle. Nella seconda serie, il giovane Fudo si rivela, inoltre, scelto, come il misterioso Ordine di Yliaster, dalla creatura superiore, dalla quale riceve una lapide di pietra con incisa l'ultima evoluzione di Drago Polvere di Stelle, Drago Stella Cadente.

## Creazione e sviluppo
L'acconciatura di Yusei è ispirata al bedhead di Kazuki Takahashi, e completa il tema "sasso, carta, forbici" iniziato da Yugi Mutō e Jaden Yuki.
Il nome del personaggio, Yusei, significa "planetario", mentre il cognome, Fudo, vuol dire "costante", "irremovibile".

## Storia

### Prima serie
Yusei collauda la sua nuova Duel Runner; quella che possedeva prima, insieme alla carta Drago Polvere di Stelle, gli è stata rubata da Jack Atlas, all'epoca suo migliore amicon fuggito dal Satellite a Nuova Città di Domino, dove ha conquistato il titolo di Re dei Duelli. L'amico Rally porta al protagonista una scheda trovata per terra, che migliora la velocità della moto; il marchio sul suo viso, impresso durante il soggiorno nella Struttura, invia, però, un segnale alla sicurezza, che sopraggiunge per arrestare il ladro. Yusei affronta l'agente Trudge, a lui ostile da quando lo ha conosciuto nel centro di rieducazione dove il ragazzo era detenuto, in un Duello Turbo, ottenendo, con la sua vittoria, la libertà di Rally.
Con il supporto dei suoi amici, Yusei fugge dal Satellite per entrare a Nuova Domino e vendicarsi di Jack; vano è il tentativo di fermarlo da parte dell'agente Trudge, ancora una volta sconfitto dal ragazzo. Il protagonista arriva in città, dove Atlas lo attendeva. Yusei non perdona Jack per avergli rubato Drago Polvere di Stelle, l'unica speranza per i suoi compagni di lasciare il Satellite. il Re dei Duelli restituisce la carta, che non gli serve più, al giovane Fudo, ma quest'ultimo la respinge, volendo conquistarla. Atlas conduce il protagonista all'Arena Kaiba, dove i due ex amici si sfidano in un Duello Turbo; nell'ultimo combattimento, Yusei aveva perso, causa, a detta dell'avversario, di una mancanza di equilibrio nel suo deck. Allo scontro tra Drago Polvere di Stelle, passato sulla sua parte del terreno, ed Arcidemone Drago Rosso di Jack, il giovane Fudo, come l'opponente, sente bruciare intensamente il braccio destro, dove compare un simbolo luminoso. La battaglia risveglia un misterioso drago color cremisi; alla presenza dell'imponente creatura, gli occhi dei due contendenti si illuminano di luce rossa. La potenza dell'enigmatica entità interrompe il duello. Atlas capisce, dunque, di non essere l'unico a possedere l'emblema; il protagonista gli chiede spiegazioni, ma, prima che riceva delle risposte, viene circondato dalla sicurezza.
Yusei viene portato nella Struttura dove gli confiscano la Duel Runner, il deck, ed imprimono il marchio della prigione sul suo viso. Per ordine di Rex Goodwin, direttore generale di Nuova Città di Domino, Yusei viene sottoposto a vari esami, volti a trovare il simbolo del drago sul suo corpo. Il vecchio Yanagi, compagno di cella del giovane Fudo, riconosce in lui un Predestinato, avendo visto la creatura risvegliata dal ragazzo durante la battaglia contro Atlas. L'anziano racconta così al protagonista la leggenda del Popolo delle Stelle: esso venerava il Drago Cremisi, che solo i cinque prescelti erano in grado di evocare. Non avendo riscontrato l'emblema sul corpo di Yusei, Goodwin ordina ad Armstrong, direttore della Struttura, di duellare contro il giovanotto e spingerlo al limite per far comparire il suo simbolo. Armstrong incastra Bolt Tanner e Yanagi, per costringere Yusei a sfidarlo. Nonostante i trucchi dell'avversario, il giovane Fudo vince il duello, con un deck composto dalle carte donategli dagli altri detenuti, ed ottiene la propria libertà. Tanner gli consiglia di chiedere, una volta uscito dal carcere, aiuto a Blister, per recuperare la sua Duel Runner.
Tramite computer, Blister penetra nel deposito dei beni confiscati, e conferisce a Yusei una carta d'identità fasulla. Grazie ad essa, il giovane Fudo si infiltra nel magazzino, ma trova Trudge ad attenderlo. Il protagonista sale in sella alla sua moto; l'agente lo sfida ad un Duello Turbo per impedirgli di lasciare l'edificio. Il ragazzo sconfigge il suo avversario, ma, fuggendo, ha un incidente. Viene soccorso da Luna e Leo, due fratellini gemelli, i quali, dal marchio impresso sul suo viso, capiscono che lo sconosciuto è stato nella Struttura. Yusei riprende conoscenza, ma non ricorda nulla; egli, spiegano i bambini, si trova alle Vette, la zona residenziale più esclusiva di Nuova Città di Domino. Per aiutare il giovanotto a recuperare la memoria, Leo gli propone un duello; il combattimento termina con la vittoria del protagonista, che riacquista i suoi ricordi, e, per ringraziarlo, dà qualche dritta al piccolo sfidante, suo ammiratore. Per proteggere il ragazzino e la sorella, il giovane Fudo non rivela il suo nome, e, durante la notte, mentre quelli dormono, lascia la villa, dopo aver aggiustato i loro Dueling Disks, troppo larghi per il braccio dei due ragazzi. Appena egli esce dalle Vette, Trudge, appostatosi, si mette sulla sua strada, ma, per conto del direttore generale Rex Goodwin, che aveva ordinato all'agente di non intromettersi, sopraggiunge Lazar, responsabile della sicurezza, nonché braccio destro del direttore generale. Questo consegna a Yusei un invito per la Fortune Cup, contenente anche una foto di Rally e gli altri; l'uomo minaccia il protagonista di far pagare i suoi amici per i reati da lui commessi rubando la Duel Runner, nel caso egli non partecipi alla competizione.
Yusei riceve la visita di Jack, che gli restituisce Drago Polvere di Stelle, sfidandolo: se il protagonista lo sconfiggerà, lo stesso terrà la carta, in caso contrario gliela ridarà.
Yusei assiste ad un duello per strada, quando sente bruciare il suo braccio destro; ha un breve incontro con la Rosa Nera, una duellante mascherata conosciuta per i suoi poteri: ella è in grado di dare vita alle sue carte. La fanciulla nota che anche il protagonista ha il simbolo; il ragazzo le si avvicina, ma quella lo allontana, per poi scomparire.
Il pubblico della Fortune Cup insulta Yusei, ragazzo del Satellite. In realtà, la competizione, di cui il vincitore avrà l'onore di battersi con il Re dei Duelli, è stata organizzata da Goodwin per riunire i cinque Predestinati ed avere la conferma che i sospettati siano gli eletti. Il protagonista deve duellare contro l'enigmatico Shira, incaricato da Rex di spingere al limite l'avversario per far comparire il suo segno del drago. Hunter Pace, ex Re dei Duelli, udendo che il giovane Fudo ha battuto Jack Atlas in un incontro non ufficiale, sconfigge Shira, e si sostituisce a lui nel combattimento contro Yusei per riconquistare il titolo. Il Duello Turbo si conclude con la vittoria del protagonista.
La notte prima della semifinale contro Greiger, Yusei viene a sapere dall'imminente avversario che il villaggio da cui quest'ultimo proviene è stato saccheggiato; Goodwin ha chiesto all'uomo di battere il protagonista, e, in cambio, egli manderà gli aiuti per il villaggio. Greiger intuisce che anche Yusei è ricattato dal direttore generale; entrambi gli opponenti sono costretti a vincere. I due si affrontano in un Duello Turbo, da cui il giovane Fudo esce trionfante. Greiger rivela al pubblico i crimini di Goodwin, che ha scoperto essere il fautore della distruzione del suo villaggio, usato come campo di prova per tentare, invano, di risvegliare il Drago Cremisi; i soccorsi promessi da Rex non servono, in quanto il villaggio è perduto. Greiger si lancia con la sua possente Duel Runner contro il direttore generale per vendicarsi, ma Yusei lo ferma con la sua moto. Goodwin fa passare le parole di Greiger per un crollo emotivo dovuto alla battaglia.
Nella finale, Yusei duella contro Akiza Izinski, la Rosa Nera. L'avversaria, emarginata e ritenuta pericolosa per i poteri conferitile dal simbolo, prova odio; ella si diverte a far soffrire il giovane Fudo, convinta che così anche lui capirà cosa significhi il dolore. Yusei cerca di aiutarla, facendole comprendere che pure lui, ragazzo del Satellite, è solo, che l'emblema che li accomuna non è una maledizione, ma un privilegio, che loro devono unirsi, invece di combattere, e che lei non ha bisogno della sua maschera, che la isola, rendendola insensibile alla sofferenza altrui. Il protagonista ha la meglio sull'opponente, ed il simbolo del drago si imprime sul suo braccio; in cuor suo, Akiza lo ringrazia per ciò che ha fatto per lei.
Yusei va a parlare con Goodwin per chiedergli spiegazioni. Jack gli mostra il suo emblema, chiarendogli che Rex ha organizzato la Fortune Cup per radunare i detentori dei simboli; il direttore generale aveva, però, bisogno di un pretesto per riunire gli eletti: un po' di tempo dopo che aveva litigato con il protagonista, Atlas ricevette, nella sua dimora del Satellite, la visita di Lazar. Questo gli offrì una vita agiata a Nuova Città di Domino, dove Goodwin lo avrebbe reso un duellante famoso, ma ad una condizione: un altro ragazzo del Satellite, Yusei, aveva le qualità per diventare il numero uno, e Jack avrebbe dovuto rubargli Drago Polvere di Stelle. Atlas attirò il giovane Fudo in una trappola: lo informò che Rally era stato rapito; il protagonista lo raggiunse, e trovò Rally legato in una barca in mezzo alle onde dell'oceano. Jack rivelò di essere stato lui a catturare Rally; ribadì le voci secondo cui Yusei avesse le doti del numero uno, ed invitò il ragazzo a scegliere se dimostrargli la sua abilità di duellante o salvare il compagno. Il giovane Fudo si tuffò per liberare Rally, e, intanto, Jack gli rubò la carta Drago Polvere di Stelle dal deck e la Duel Runner, con cui fuggì a Nuova Domino. Lazar era andato da Atlas perché sapeva che Yusei non avrebbe mai tradito i suoi amici. Jack chiede a Goodwin di liberare Rally e gli altri, non vuole che il protagonista combatta perché si sente costretto. Durante il Duello Turbo tra i due ex amici, la potenza dello scontro tra Drago Polvere di Stelle ed Arcidemone Drago Rosso risveglia il temibile Drago Cremisi. I prescelti sono riuniti nell'Arena Kaiba; con i poteri del quinto Predestinato, Goodwin mostra loro una visione: i contendenti continuano lo scontro in un'altra dimensione, dove, attaccati dai mostri avversari, sentono realmente dolore. Vedono il Popolo delle Stelle, di cui riconoscono, dai simboli del drago, i Predestinati. Assistono, inoltre, alla futura devastazione del Satellite; per terra, l'enorme emblema di un ragno. Il giovane Fudo sferra l'attacco finale, e torna nel suo mondo con Atlas, Akiza e Luna. Avendo sconfitto il Re dei Duelli, viene proclamato nuovo campione.
Yusei segue un individuo sospetto. Questo ha il simbolo del ragno sul braccio, si dice seguace di un Predestinato Oscuro. L'incappucciato sfida il protagonista ad un Duello delle Ombre, isolandosi con lui all'interno di un cerchio di fiamme viola: i due opponenti vengono sacrificati alla luce, per essere condotti nelle tenebre eterne. Yusei vince l'incontro, liberando dal veleno del ragno l'avversario, che non ricorda nulla da quando, tra la gente, ascoltava i discorsi di alcuni tizi con mantella e cappuccio.
Dinnanzi all'inconcluso ponte che avrebbe dovuto unire il Satellite a Nuova Domino, Goodwin svela a Yusei che, migliaia di anni fa, si scatenò una battaglia tra l'esercito della luce e quello delle ombre. Il primo era composto da cinque draghi, tra cui Polvere di Stelle, che, per sconfiggere il male, si fusero nel Drago Rosso Cremisi. Esso imprigionò le creature delle ombre nelle Linee di Nazca, a cui l'esplosione del primo Reattore Ener D ridiede vita. Questo fu costruito per sfruttare l'energia dei duelli a vantaggio della ricca città, ma ebbe un malfunzionamento, che provocò un incidente che separò il Satellite da Nuova Domino. Il Drago Cremisi ha scelto Yusei perché è forte ed altruista, sapeva che il ragazzo non si sarebbe tirato indietro. Goodwin non ha voluto che il ponte fosse portato a termine per impedire che i Predestinati Oscuri distruggessero anche Nuova Città di Domino. Tuttavia, il giovane Fudo non può abbandonare il Satellite al suo destino; torna nel proprio quartiere, dove incontra l'amico Crow, al fianco del quale combatte un Duello Turbo contro due agenti della sicurezza, sconfiggendoli.
Yusei rivede Rally e gli altri, felici del suo ritorno. Durante la notte, mentre i suoi amici dormono, il protagonista si allontana con la propria Duel Runner, seguito da Crow, che, sorpreso il compagno, intende seguirlo. Un Predestinato Oscuro si mette sulla strada del giovane Fudo. Sotto il cappuccio, Kalin Kessler, un vecchio amico di Yusei, che, in cerca di vendetta contro il ragazzo, lo affronta in un Duello Turbo, ansioso di relegarlo negli inferi. Un enorme simbolo luminoso delimita il terreno di gioco. Il protagonista, Jack, Crow e Kalin erano gli Esecutori, che sgominavano le altre bande del Satellite per rendere questo un posto sicuro. L'ultimo era come un leader per i compagni, ma, successivamente, ha cominciato ad aggredire gli agenti; a fermarlo, Yusei, che Kessler colpevolizza per il suo arresto. Durante la sfida, Kalin evoca il suo Immortale Terrestre, che, per risvegliarsi, assorbe le anime degli abitanti del Satellite. Prima che la potente creatura colpisca il giovane Fudo, quest'ultimo ha un incidente con la sua Duel Runner, danneggiata nel corso dello scontro. Il duello viene, perciò, interrotto, e Yusei portato all'orfanotrofio in cui è cresciuto, dove è urgentemente sottoposto a delle cure.
Il duello contro Kalin fa perdere a Yusei la fiducia in se stesso. Il padre di Akiza gli chiede di aiutare la ragazza a svegliarsi dal coma emotivo in cui è caduta in seguito alla morte di Sayer, che ella considerava la sua famiglia. L'uomo racconta al protagonista il giorno della nascita della Rosa Nera: Akiza era solo una bambina, quando, arrabbiata con il papà, sempre fuori per lavoro, lo ha involontariamente scaraventato contro il muro con i suoi poteri. Il genitore aveva paura della figlia, perciò, quando quella crebbe, la mandò all'Accademia dei Duelli. Yusei, dubitando delle proprie capacità, non sa se sia all'altezza del compito affidatogli dall'uomo, ma, non potendo abbandonare Akiza, accetta di soccorrerla. Il giovane Fudo riesce a destare la ragazza, la quale, sconvolta, si convince che lui è sempre stato interessato unicamente al suo simbolo. Per dimostrarle di voler essere suo amico, il protagonista accetta di duellare contro di lei. Riuscito a convincerla della sincerità propria e del padre di lei, pentito per non essere stato vicino alla figlia, Yusei mette fine all'incontro, e, successivamente, porta Akiza dalla sua parte.
Yusei, Jack, Akiza, Luna e Leo tornano a Nuova Città di Domino per incontrare Goodwin. Questo li conduce sulla Scalinata del Drago Cremisi, raccontando della creatura citata, dei draghi posseduti dai Predestinati, delle Linee di Nazca e dell'esplosione del primo Reattore Ener D.
Per Yusei è difficile accettare che Kalin sia diventato un Predestinato Oscuro; si sente in colpa verso di lui, ma Jack lo sprona violentemente a reagire, ricordandogli che è stato Kessler a tradire i suoi amici. Grazie ad Atlas, il protagonista ritrova la fiducia in se stesso.
Yusei ed i suoi amici si accingono a tornare nel Satellite; prima di partire, il protagonista chiede a Goodwin che, una volta finita la guerra, il ponte che avrebbe dovuto unire il Satellite a Nuova Città di Domino venga portato a termine, minacciando, altrimenti, di non adempiere alla sua missione. Rex accetta la richiesta del ragazzo, che si mette in viaggio insieme ai suoi compagni.
Sull'elicottero che condurrà Yusei e gli altri al Satellite, Akiza, Luna, Leo e Trudge scoprono che, in realtà, il giovane Fudo non è nato lì, ma a Nuova Città di Domino, e che suo padre, il professor Fudo, ha costruito l'originale Reattore Ener D.
Yusei sfida Roman, capo dei Predestinati Oscuri, che trasforma l'incontro in un Gioco delle Ombre. L'avversario rivela al protagonista che il responsabile dell'esplosione del primo Reattore Ener D, conosciuta con il nome di Inversione Zero, è stato il professor Fudo, che egli indica come un egoista che, accecato dal successo, non si era accorto della pericolosità del Reattore; turbato, Yusei sostiene l'onestà di suo padre. Roman svela, inoltre, di essere il fratello di Rex Goodwin, con il quale lavorava per il professor Fudo. Durante il combattimento, il malvagio Predestinato Oscuro fa duellare al posto suo l'anima di Rally. Il protagonista non se la sente di combattere contro l'amico, ma questo si sacrifica, distruggendo l'Immortale Terrestre di Roman, sulla sua parte del terreno, ed azzerando, così, i propri Life Points. Rally si dissolve, suscitando l'ira di Yusei, che brama vendetta. I nemici danno appuntamento ai Predestinati alle quattro Stelle del Destino, centrali che controllano il Reattore Ener D; esse vengono chiamate con i nomi degli Immortali Terrestri. Gli eletti decidono di dividersi; il protagonista sceglie la centrale Ccapac Apu, dove, intuisce il ragazzo, lo attende Kalin.
Eliminato Devack dalla piccola Luna, Roman lo sostituisce con un nuovo Predestinato Oscuro. Egli trasforma Greiger in un seguace delle ombre, approfittando dell'odio che quello prova verso Rex Goodwin; lo esorta a cominciare la sua vendetta da Yusei, che, durante la Fortune Cup, gli ha impedito di distruggere il direttore generale. Successivamente, il giovane Fudo raggiunge Crow e Greiger, impegnati in un Duello delle Ombre; cerca di farli ragionare, esortandoli a capire che stanno dalla stessa parte. Durante il combattimento, Greiger scopre che, in realtà, sono stati i Predestinati Oscuri a distruggere il suo villaggio; cerca, perciò, di ribellarsi alle tenebre che lo possiedono, ma, alla fine, le ombre hanno il sopravvento. Yusei e Crow sono costretti ad assistere alla scomparsa dell'uomo, che, sconfitto, viene relegato negli inferi.
Giunto presso la centrale Ccapac Apu, Yusei ingaggia un Duello delle Ombre contro Kalin. Il protagonista ricorda: gli Esecutori avevano sgominato le altre bande del Satellite, ma a Kalin non bastava, egli sentiva il bisogno di combattere; la squadra ha cominciato, così, a dare la caccia ai Dueling Disks, per distruggerli. Successivamente, Crow e, appresso a lui, Jack hanno lasciato il gruppo; Yusei sapeva che avevano fatto la scelta giusta, ma non se la sentiva di abbandonare Kalin. Quest'ultimo, in seguito, ha deciso di combattere contro gli agenti di sicurezza, una pazzia, che avrebbe fatto arrestare lui ed il suo amico; il giovane Fudo lo ha abbandonato, sperando che, così, lo avrebbe fatto ragionare, ma quando ha saputo di cariche esplosive nascoste all'interno di Dueling Disks confiscati, ha capito che Kessler non si era fermato. Yusei, Jack e Crow sono tornati da Kalin, braccato dagli agenti, per indurlo a rinsavire. I quattro sono fuggiti; il protagonista si è consegnato alla sicurezza, spacciandosi per il capo degli Esecutori, ma quella conosceva il leader della banda, che è stato, così, arrestato. Un agente ha apprezzato il gesto di Yusei; vedendo l'uomo complimentarsi con il suo amico, Kalin ha creduto che questo lo avesse tradito. Kessler confessa di aver sofferto molto nella Struttura, fino a quando Roman gli ha dato la possibilità di diventare un Predestinato Oscuro e vendicarsi del giovane Fudo. Con il proseguire del duello, i simboli dei Predestinati si uniscono sulla schiena di Yusei. Una carta si illumina nel deck del ragazzo, che sconfigge l'avversario con Drago Stellare Maestoso, liberando le anime assorbite dall'Immortale Terrestre di Kalin. Quest'ultimo capisce che Yusei non lo ha tradito, ma, avendo perso l'incontro, finisce negli inferi; il giovane Fudo desidera vendicarlo. Il protagonista attiva il Sigillo della Torre, posando la carta Drago Polvere di Stelle nell'apposito spazio.
Tramite il veleno del ragno, Roman si impossessa di Trudge per sfidare Yusei, a cui dà appuntamento al vecchio Reattore. Qui, il protagonista si batte in un Duello delle Ombre contro il nemico, intento a gettare l'avversario nella luce che conduce agli inferi, come ha fatto con il padre del ragazzo. Roman rivela che il professor Fudo scoprì le particelle planetarie, che collegano particelle altrimenti scollegate tra loro, e, successivamente, l'Ener D; così, lo scienziato costruì il Reattore. Cominciarono, però, a verificarsi fenomeni anomali in tutto il mondo, per cui l'uomo decise di sospendere l'attività del Reattore. Roman non era d'accordo; partì, dunque, per l'Altopiano di Nazca, dove, si diceva, ogni cinquemila anni alcune creature si davano battaglia. Presso le Linee, egli incontrò un membro di Yliaster, il quale gli disse che il Reattore doveva essere riattivato, a costo di eliminare il professor Fudo. L'enigmatico individuo sapeva che Roman aveva uno dei cinque simboli del Drago Cremisi sul braccio destro. Il papà di Yusei fu sostituito dal Predestinato, che, intento a rimettere in funzione il Reattore Ener D, aveva rubato i draghi degli eletti, nonché sigilli del Reattore; tuttavia, il professor Fudo gliele sottrasse, per consegnarle a Rex. Quest'ultimo raggiunse il fratello, il quale, nell'interna lotta tra la luce e le tenebre, aveva scelto l'ombra, ma affidò il suo braccio contrassegnato dal simbolo del drago a Rex, chiedendogli di riunire i Predestinati. Roman riattivò il Reattore, dando il via all'Inversione Zero; il professor Fudo mandò il figlio in fasce nel Satellite, per salvarlo. Il malvagio confessa a Yusei di avergli mentito sul padre per turbarlo. Alla fine, il protagonista vince il duello; con la distruzione dell'Immortale Terrestre del nemico, le anime da esso intrappolate, tra cui quella di Rally, vengono liberate. Yusei precipita nella luce che conduce agli inferi, dove è tormentato dagli spettri delle vittime dell'Inversione Zero, fino a quando una voce esorta quelli a lasciare stare il giovane. Si tratta del padre del protagonista; l'uomo dice al figlio che questo ha ancora molto da fare al Satellite, che è destinato a grandi cose, ma ci riuscirà solo se ne sarà all'altezza. Yusei tenta disperatamente di non separarsi ancora dal genitore, ma viene riportato nel suo mondo.
Uno sconosciuto simbolo dei Predestinati Oscuri appare nel cielo di Nuova Domino. Non avendo attivato, i prescelti, tutti e quattro i Sigilli delle Torri entro il tramonto, il portale per l'inferno si apre, lasciando emergere il Re degli Inferi; quest'ultimo si dirige verso la lussuosa città. Yusei ed i suoi amici giungono a Nuova Domino, presso la Scalinata del Drago Cremisi, sopra cui riluce l'emblema dei nemici. Ad attenderli, Rex Goodwin, che si rivela essere un Predestinato Oscuro: quando si è recato da Roman, per mantenere fede alla promessa secondo cui sarebbe tornato dal fratello per sconfiggerlo, ha perso di proposito il duello contro di lui, ambendo a possedere, oltre al potere della luce, anche quello delle tenebre; Rex si è trasformato, così, in un Predestinato Oscuro, ed ora sostituisce il suo braccio meccanico con quello del parente, contrassegnato dal simbolo della testa del Drago Rosso Cremisi. In sella alle loro Duel Runners, Yusei, Jack e Crow sostengono un Duello delle Ombre contro il nemico, che mira a distruggere il mondo per crearne uno tutto per sé. Il malvagio tenta di rompere l'amicizia tra il giovane Fudo ed i suoi amici, ma invano. Prima Crow, poi Jack rimangono con un Life Point, e, non in condizioni di proseguire l'incontro perché malridotti, ripongono le loro speranze in Yusei, lasciando in gioco alcune carte che possano essergli d'aiuto. Il protagonista cerca di far capire a Goodwin che anche per quest'ultimo il legame con Roman è più forte della sete di potere, ma il malvagio, sebbene confuso per brevi istanti, non desiste. Il simbolo della coda del Drago Cremisi scompare dal braccio destro di Yusei e si imprime su quello di Crow, per essere sostituito, sul corpo del protagonista, dall'emblema della testa; questo, sostiene il giovane Fudo, ha abbandonato Goodwin perché il Drago Cremisi ha capito che Rex non intende onorare la memoria del fratello. I cinque emblemi dei Predestinati si uniscono sulla schiena di Yusei; una carta riluce dal deck del ragazzo. Nonostante anch'egli sia rimasto con un unico Life Point, il protagonista sconfigge l'opponente e, dopo di lui, il Re degli Inferi con Drago Stellare Maestoso, fusione di Polvere di Stelle ed il nuovo Drago Maestoso; grazie a lui, i Predestinati Oscuri potranno tornare sulla Terra, mentre Rex, compreso che il giovane Fudo aveva ragione, rimane nelle tenebre insieme a Roman, con il quale desidera recuperare il tempo perduto. Il drago di Yusei porta lui, Jack e Crow verso una meta ignota; dopo qualche mese, nessuno ha ancora notizie dei tre amici. In realtà, questi si trovano al Satellite, ed hanno portato a termine il ponte che unisce il quartiere a Nuova Città di Domino.

### Seconda serie
Yusei, Jack e Crow ricevono la visita dell'agente Trudge, che chiede loro aiuto per catturare Ghost, un misterioso duellante che costringe le sue vittime a combattere contro di lui; Hogan respinge la richiesta, essendo, i tre amici, impegnati a prepararsi per il Grand Prix Mondiale dei Duelli Turbo. In seguito alla sconfitta di Trudge per mano di Ghost, il giovane Fudo e gli altri notano un'esplosione. Compreso il coinvolgimento dell'agente, i ragazzi si precipitano all'ospedale, dove Trudge, malridotto, avverte Yusei di non usare, contro Ghost, i mostri Synchro. In sella alle loro Duel Runners, il protagonista, Jack e Crow intraprendono la ricerca del criminale, in cui si imbatte il primo. Durante il Duello Turbo che segue, Ghost mette in campo il suo Imperatore Macchina Wisel, che, divoratore di mostri Synchro, assorbe Drago Polvere di Stelle; il giovane Fudo capisce, così, il senso delle parole di Trudge. I simboli dei cinque Predestinati si uniscono sulla schiena di Yusei, il quale vince sull'opponente. Questo, dall'autostrada, precipita nel vuoto; la sua Duel Runner esplode. Il protagonista ed i suoi amici scendono per prestargli soccorso, ma presto si rendono conto che, in realtà, Ghost è un robot.
Yusei, Jack e Crow vengono a sapere circa la caduta di una lastra di pietra, la cui apparizione, intuiscono, coincide con la comparsa di Ghost.
Yusei viene rapito da alcuni uomini, che vogliono costringerlo a gareggiare nella loro squadra al Grand Prix Mondiale dei Duelli Turbo. Akiza raggiunge l'amato, e sfrutta i suoi poteri (grazie a cui può dare vita ai mostri delle carte di Duel Monsters) per aprire un varco nel camion dov'è rinchiuso il ragazzo. Con lei, Yusei fugge in sella alla sua Duel Runner. Sulla sua strada, un misterioso Duellante Turbo, che lo costringe a battersi contro di lui. Con il proseguire della battaglia, il giovane Fudo si rende conto che l'avversario è onesto ed appassionato; quello si toglie il casco, rivelandosi una ragazza. Questa si presenta come Sherry LeBlanc; confessa al protagonista che anche lei intende rapirlo, per assicurarsi che partecipi al suo fianco nel Grand Prix. La sfida riprende. Sherry confida all'avversario di voler gareggiare nel torneo per vendicarsi dell'Ordine di Yliaster; racconta che, unica superstite della famiglia, è stata inseguita dall'enigmatica organizzazione. Pare che, dietro il Grand Prix, ci sia proprio Yliaster. Il duello è appassionante, tra i due contendenti si instaura una speciale sintonia, che turba Akiza. I rapitori di Yusei gettano una pietra sull'autostrada, ma Izinski dà vita a Drago Polvere di Stelle, in mano al protagonista, affinché distrugga il masso. A causa dell'imprevisto, gli sfidanti sono costretti ad interrompere il Duello Turbo; sicura che lo rincontrerà presto, Sherry si congeda da Yusei, chiedendogli di pensare alla sua proposta.
Yusei pensa ad un metodo per sconfiggere Ghost senza ricorrere ai mostri Synchro. La sera dell'inaugurazione del Grand Prix, un ragazzo misterioso sfida il protagonista ad un Duello Turbo, per insegnargli una tecnica che gli consentirà di evocare, nel combattimento contro Ghost, le creature Synchro. Si tratta dell'Accel Synchro, fusione tra un mostro Tuner ed uno Synchro, che bisogna effettuare alla velocità della luce. L'incontro si conclude con la vittoria del giovane Fudo, che si pone l'obiettivo di imparare a sfruttare l'evocazione Accel Synchro.
Yusei, Jack e Crow sono stati invitati a cena da Trudge, che chiede loro di ospitare un ragazzo che ha perduto la memoria, con risposta negativa. Usciti dal ristorante, il protagonista ed i suoi amici notano un giovane maneggiare la Duel Runner di Atlas, scambiandolo per un ladro. Si tratta di Bruno, il ragazzo di cui Trudge ha parlato loro. Montato sulla sua moto, Jack si accorge che la velocità della stessa è aumentata; il giovane Fudo ed i suoi compagni permettono a Bruno di restare. Date le capacità del nuovo amico, il protagonista gli chiede di aiutarlo con il motore sfruttante le particelle planetarie che ha progettato. Insieme, i due creano un programma, che, però, viene rubato. Dall'unica impronta lasciata dal ladro, Yusei e gli altri risalgono a Lazar. Lo seguono in una fabbrica, dove l'uomo consegna il programma a Primo, appartenente all'Ordine di Yliaster, che ha preso il posto di Rex Goodwin come direttore di Nuova Domino; grazie al programma, Primo dà vita ad un esercito di Duelbot, affinché invada la città. Il giovane Fudo rimane intrappolato con Lazar; per uscire, deve sconfiggere in duello un robot, che ha memorizzato la sua tattica di gioco. La fabbrica non serve più a Primo, che imposta il timer per farla esplodere. Yusei riesce a battere in tempo il suo avversario, ed a fuggire dall'edificio insieme a Lazar. Questo gli consiglia di dimenticare il programma, altrimenti si ritroverà a combattere nemici troppo potenti.
Yusei e Bruno penetrano nel quartier generale della sicurezza, dove qualcuno ha minacciato di far esplodere un ordigno. Incontrano i responsabili, Sherry e Mizoguchi, ed apprendono dalla prima che non c'è alcuna bomba, bluff utilizzato per infiltrarsi nella sede e cercare informazioni sulla misteriosa carta che ha condizionato la vita di LeBlanc, quella per cui Yliaster l'ha braccata. Mentre il suo amico segue la ragazza per tentare di fermarla, il giovane Fudo rimane bloccato con Mizoguchi; se sconfiggerà a duello l'ultimo, la porta alle spalle dell'uomo si aprirà, permettendo a Yusei di raggiungere Sherry. Il protagonista ottiene la vittoria, e, insieme all'avversario, si reca da LeBlanc e Bruno, il quale sta aiutando la fanciulla ad analizzare la carta al computer. Ad un tratto, una luce abbagliante travolge il giovane Fudo, il suo amico e Sherry, che vengono catapultati, per brevi istanti, in una dimensione sconosciuta, dove notano un'enigmatica entità.
Yusei, Jack e Crow dispongono di un nuovo motore, che aumenta la velocità delle Duel Runners.
Ha inizio il Grand Prix Mondiale dei Duelli Turbo. I primi ad affrontarsi sono il Team 5D's, ovvero la squadra di Yusei, ed il Team Unicorn. Jack ed Akiza (sostituitasi ad Crow, infortunatosi alla spalla destra) vengono battuti da Andre, il quale esce sconfitto dallo scontro con il protagonista. Questo vince anche su Breo e Jean, portando il suo gruppo alla vittoria.
Il Team 5D's si batte contro il Team Catastrofe, in possesso di una carta delle tenebre ricevuta da Primo, la quale provoca incidenti agli avversari. Nonostante i trucchi degli opponenti, la squadra di Yusei trionfa, con due vittorie consecutive da parte di Crow e Jack.
Primo dà ai Duelbot l'ordine di invadere Nuova Città di Domino. Si batte personalmente contro Yusei, che, ancora una volta, sta ostacolando i suoi piani. Il nemico assume le sue vere sembianze, definendo la propria trasformazione come evoluzione ultima della Duel Runner. Il duellante misterioso che ha mostrato al protagonista come effettuare l'Accel Synchro (che si è rivelato essere Bruno, la cui missione è quella di aiutare Yusei) spiega al giovane Fudo che, per ottenere l'evocazione citata, bisogna raggiungere lo stato denominato Clear Mind; lo esorta a concentrarsi, ad udire la forza del vento. Yusei finisce in un'altra dimensione, dove incontra l'enigmatica entità che aveva visto insieme a Bruno e Sherry, per la cui volontà il ragazzo riceve la carta del Clear Mind ed una stele di pietra con inciso un mostro. L'Ordine di Yliaster capisce, così, che anche il protagonista è stato scelto dalla creatura superiore. Il giovane Fudo si accinge ad effettuare l'Accel Synchro per evocare il mostro della stele, ma Primo lo turba, ricordandogli dell'Inversione Zero, incitandolo a non ripetere l'errore commesso dal padre. Il tentativo di Yusei di effettuare l'Accel Synchro fallisce, ma presto, determinato a difendere la città, sostenuto dai suoi amici, il ragazzo riesce a portarlo a compimento, e ad evocare il mostro della stele: la carta del Clear Mind si trasforma in Drago Stella Cadente. Il protagonista vince il duello, che ha attivato vari frammenti del Circuito; il corpo dell'avversario si spezza. Intervengono Lester e Jakob, che spiega a Yusei, Jack e Crow che loro, come Primo, sono gli Imperatori di Yliaster, creato dall'entità superiore per modificare il corso della storia; essi condizionano l'umanità tramite i potenti, per condurla sulla retta via. L'uomo aggiunge che essi vogliono modificare il futuro, in quanto l'Ener D scoperta dal professor Fudo porterà distruzione; in passato, hanno cercato di annientarla manovrando Roman Goodwin, che ha dato vita all'incidente conosciuto come Inversione Zero, ma la forza citata non è scomparsa, per cui, ora, gli Imperatori di Yliaster mirano a raggiungere il loro obiettivo distruggendo Nuova Città di Domino. Jakob suggerisce a Yusei ed i suoi amici di proseguire nel Grand Prix, se vogliono incontrarli, infatti anch'essi parteciperanno alla competizione. L'individuo preannuncia, inoltre, una sorpresa per il protagonista, poi va via insieme a Lester, portando con sé Primo. Prima di allontanarsi, il misterioso duellante che, dietro la visiera, cela l'identità di Bruno dice al giovane Fudo che la creatura superiore ha donato la stele a quest'ultimo senza sapere l'uso che il ragazzo ne farà.
Con l'aiuto di Lazar, Yusei ed i suoi amici scoprono che gli Imperatori di Yliaster hanno ricevuto una telefonata dall'esterno dalla società Ener D Express. Insieme a Bruno e Sherry, il giovane Fudo si reca, perciò, presso l'azienda, spacciandosi per un membro della Bolger & Company, per cercare informazioni sull'Ordine di Yliaster. I tre vengono a sapere che l'organizzazione sta lavorando al progetto Infinity, una macchina in grado di trasferire la materia in un'altra dimensione spaziotemporale sfruttando le particelle planetarie. Smascherati, il protagonista e gli altri si rifugiano in una navicella, ma cadono in una trappola: il veicolo li porta in un condotto interdimensionale. La navicella perde la rotta; lo sportello si apre, e Sherry scompare nel condotto, nonostante i tentativi di salvarla da parte di Yusei. Questo e Bruno giungono presso l'ultimo Reattore Ener D. Il professor Fudo appare al figlio, esortandolo ad allontanare il Reattore, che porterà la distruzione. Grazie a lui, il protagonista e Bruno tornano sulla Terra, dove il primo e gli altri Predestinati possono vedere l'ultimo Reattore sull'isola galleggiante. I ragazzi tornano presso l'Ener D Express, ma l'edificio è scomparso misteriosamente (fatto sparire da Primo). Successivamente, Yusei ed i suoi amici scoprono che gli Imperatori di Yliaster hanno modificato la storia per partecipare al Grand Prix Mondiale dei Duelli Turbo: essi vengono riconosciuti come una delle squadre favorite della competizione, sotto il nome di Team Nuovo Mondo. Il giovane Fudo e gli altri intuiscono che i nemici non hanno cambiato il passato distruggendoli perché, per ragioni ignote, hanno bisogno di loro.
Leo chiede a Yusei di aiutare i ragazzi del Team Taiyo a riparare l'unica Duel Runner con cui partecipano al Grand Prix. Il protagonista e Bruno aggiustano la moto, rendendola, inoltre, più veloce. Successivamente, il giovane Fudo ed i suoi amici scoprono che i loro prossimi avversari saranno proprio i membri del Team Taiyo. Yusei è l'ultimo a scendere in campo; sconfigge Taro e la leggendaria carta di Thud il Gigante Addormentato, portando la sua squadra alla vittoria.
Yusei, Jack e Crow sosterranno la semifinale contro il Team Ragnarok. Prima della sfida, incontrano gli imminenti avversari, che, scelti dalle tre Divinità Aesir, hanno predetto la minaccia costituita dal Team Nuovo Mondo. Il protagonista propone ai membri del Team Ragnarok, che hanno assunto la missione di annientare il pericolo incombente, un'alleanza, dato l'obiettivo comune; tuttavia, l'altra squadra respinge l'offerta, in quanto le Divinità considerano il giovane Fudo, figlio di colui che ha creato l'Ener D, dannoso. Arriva il momento della gara; Yusei combatte per ultimo. L'opponente, Halldor, vede, nel Drago Stellare Maestoso del protagonista, l'incarnazione del Drago Cremisi; sconfitto si rende conto di poter affidare tranquillamente al giovane Fudo ed i suoi compagni il compito di distruggere il Team Nuovo Mondo.
Nella finale con il Team Nuovo Mondo Yusei sconfigge Aporia (l'essere che si crea quando Primo, Lester e Jacob si uniscono), portando la sua squadra alla vittoria. I protagonisti ora hanno il compito di bloccare gli ingranaggi planetari ed impedire alla mente dietro tutto ciò, Z-One (la creatura superiore) di distruggere la loro città. Yusei dovrà sconfiggere uno dei guardiani degli ingranaggi, Antinomy, ossia Bruno. Toccherà poi al giovane, dopo i sacrifici di Bruno e Aporia, sconfiggere Z-one e riportare la pace.

## Accoglienza e impatto culturale
Yusei è un personaggio popolare del franchise Yu-Gi-Oh!, emulato anche nel mondo del cosplay. In un sondaggio del 2018 sul miglior protagonista di Yu-Gi-Oh!, si è classificato secondo assieme al predecessore Jaden Yuki, ottenendo il 12.5% delle preferenze. Da CBR, Michael Collado nota che, se dipendesse dal minor numero di sconfitte subite, allora Yusei e Yusaku sarebbero i migliori duellanti fra i protagonisti, specificando sul primo che avesse perso davvero solo contro Jack, in un flashback per giunta; reputa inoltre il deck di Fudo il più forte, assieme a quello di Yusaku, fra i mazzi dei protagonisti. Per quell'unica sconfitta contro Jack avvenuta in un ricordo, Brittanie Maldonado ha però giudicato Yusei, già un uomo di poche parole, un soggetto apparentemente noioso, e sebbene da un altro punto di vista possa risparmiarlo riconoscendolo solenne e serio, tratti evidenti in ogni duello, non reputa divertente guardare qualcuno di cui già si preveda la vittoria. Jonathon Greenall apprezza, invece, l'introduzione nel franchise dei Duelli Turbo che conferisce a Yusei uno stile di duello quasi completamente diverso da quello dei protagonisti iniziali, oltre ad adattarsi alla sua personalità audace; Yusei sembra un tipo di persona che si tufferebbe a capofitto, senza preoccuparsi, in uno sport pieno di rischi. Per MyAnimeList, Fudo è uno dei motociclisti più hot degli anime. Al San Diego Comic Con del 24 luglio 2008, per la prima dell'edizione 4Kids dell'anime, è stata esposta una trasposizione reale della sua Duel Runner, messa in mostra anche al Yu-Gi-Oh! World Championship 2010 a Long Beach, in California. Il veicolo è comparso, inoltre, negli spot giapponesi dei set di carte Genesi del Duellante e Esplosione Astrale. 
In occasione della Duel Opera svoltasi durante la Jump Festa del 2020, il doppiatore originale, Yuya Miyashita, ha prestato la voce a Yusei in un duello, vinto, contro Jack, doppiato anch'egli in diretta.
A Yusei sono dedicati action figures che lo ritraggono da solo o in sella alla sua moto e altri articoli realizzati per il mercato. Anche le sue carte sono disponibili. Al suo si ispira uno degli structure deck più votati nel 2021.